# 앤드루 시스코
앤드루 프랭크 시스코(Andrew Frank Sisco , 1983년 1월 13일 ~ )는 미국 출신의 야구 선수이자 전  대만 프로 야구 중신 브라더스의 투수이다.

## 미국 프로야구 시절
2001년 시카고 컵스에 입단하여 프로 생활을 시작하지만 줄곧 마이너 리그에만 머물다 2004년 룰5 드래프트에서 캔자스시티 로열스에 지명된 후 2005년 메이저 리그에 진출했다. 2007년에는 시카고 화이트삭스에서 활약하였다. 이후 마이너리그를 전전했다.

## 대만 프로야구 시절
2013년부터 1년 6개월 동안 대만 프로 야구에 진출하여 EDA 라이노스에서 활약했다. 2013년에는 리그 방어율 1위로 최우수 방어율 선수상을 차지하였다.

## 한국 프로야구 시절

### KT 위즈시절
2014년 여름부터 한국 프로 야구에 진출하여 KT 위즈 창단 2호 용병으로 활약하게 되었다. 연봉은 월 8만 달러로 1년 2개월 동안 112만달러로 밝혀졌다. 역대 한국 프로 야구 선수 중 최장신이다. 2015 시즌 승리 없이 6패 2홀드로 부진하여, 결국 5월 28일 퇴출되어 2015년 외국인 선수 3호 퇴출 선수가 되었다.

## 대만 프로야구 복귀
방출 이후 대만에서 활약했던 EDA 라이노스에 재입단했다. KT 위즈는 그의 대체 선수로 댄 블랙을 영입하였다.